# ديربي أم درمان
ديربي أم درمان ويُعرف كذلك باسم مباراة القمة أو ديربي النيلين أو كلاسيكو السودان هو اسم يطلق على ديربي كرة قدم بين قطبي الكرة السودانية ومدينة أم درمان ناديي الهلال والمريخ. التقى الفريقان لأول مرة في مباراة ودية في ملعب مدرسة أم درمان الأهلية عام 1930 وانتهت المباراة بفوز الهلال 1 - 0. بيد أن أول مباراة رسمية بين الطرفين كان عام 1952 في دوري الخرطوم وانتهت بالتعادل 3 - 3. ويعتبر ديربي أم درمان من أقوى الديربيات في أفريقيا والوطن العربي وأقوى ديربي في شرق أفريقيا.

## لمحة تاريخية
يعتبر ديربي أم درمان بين فريقي الهلال والمريخ أكثر من مباراة رياضية بين أنجح ناديين في السودان، حيث يسيطر الناديين على أكثر من 90% من البطولات المحلية في البلاد. يعتبر الديربي بمثابة ظاهرة اجتماعية في بلد تجد لعبة كرة القدم فيه اهتمامًا كبيرًا.
تأسس المريخ عام 1927 وتأسس غريمه الهلال عام 1930 أي بثلاث سنوات فقط، وأسهم الناديان في الحركة السياسية في البلاد ضد الاستعمار البريطاني للسودان في القرن العشرين. ويمكن القول أن الهلال والمريخ كانا حزبين سياسيين قبل ولادة الأحزاب السياسية في السودان.
يمكن القول أيضاً أن أنصار المريخ يمثلون الطبقة المتوسطة من المجتمع حيث أن «الصفوة» هو أحد ألقاب المريخ، أما أنصار الهلال فهم من الطبقة العاملة، ورغم أن هنالك جدل كبير حول من هو الأكثر شعبية حيث لا توجد أرقام أو إحصائيات دقيقة تشير إلى من هو النادي الأكثر جماهيرية، إلا أن الناديين يمثلان السواد الأعظم من الشعب السوداني. فجمهور الهلال يُعرف بـ«الهلالاب» وجمهور المريخ بـ«المريخاب».

## المواجهات

### الدوري السوداني الممتاز
| الموسم | التاريخ        | المضيف | الضيف  | النتيجة | الملعب                   |
| ------ | -------------- | ------ | ------ | ------- | ------------------------ |
| 1996   | 5 أبريل 1996   | الهلال | المريخ | 4 - 1   | استاد الهلال، أم درمان   |
| 1996   | 18 يوليو 1996  | المريخ | الهلال | 1 - 2   | استاد المريخ، أم درمان   |
| 1997   |                | الهلال | المريخ | 1 - 0   | استاد الهلال، أم درمان   |
| 1997   |                | المريخ | الهلال | 1 - 0   | استاد المريخ، أم درمان   |
| 1998   |                | المريخ | الهلال | 0 - 1   | استاد المريخ، أم درمان   |
| 1998   |                | الهلال | المريخ | 1 - 0   | استاد الهلال، أم درمان   |
| 1999   | 10 يونيو 1999  | الهلال | المريخ | 2 - 1   | استاد الخرطوم، الخرطوم   |
| 2000   |                | الهلال | المريخ | 0 - 0   | استاد الهلال، أم درمان   |
| 2000   |                | المريخ | الهلال | 2 - 0   | استاد المريخ، أم درمان   |
| 2001   |                | الهلال | المريخ | 0 - 2   | استاد الهلال، أم درمان   |
| 2001   |                | المريخ | الهلال | 0 - 0   | استاد المريخ، أم درمان   |
| 2002   |                | الهلال | المريخ | 0 - 0   | استاد الهلال، أم درمان   |
| 2002   |                | المريخ | الهلال | 0 - 1   | استاد المريخ، أم درمان   |
| 2003   |                | المريخ | الهلال | 0 - 2   | استاد المريخ، أم درمان   |
| 2003   |                | الهلال | المريخ | 0 - 0   | استاد الهلال، أم درمان   |
| 2004   | 2 مايو 2004    | الهلال | المريخ | 2 - 0   | استاد الهلال، أم درمان   |
| 2004   | 30 نوفمبر 2004 | المريخ | الهلال | 1 - 2   | استاد المريخ، أم درمان   |
| 2005   | 11 يونيو 2005  | الهلال | المريخ | 3 - 0   | استاد الهلال، أم درمان   |
| 2005   | 23 أكتوبر 2005 | المريخ | الهلال | 0 - 0   | استاد المريخ، أم درمان   |
| 2006   | 23 مارس 2006   | الهلال | المريخ | 1 - 1   | استاد الهلال، أم درمان   |
| 2006   | 17 أغسطس 2006  | المريخ | الهلال | 0 - 2   | استاد المريخ، أم درمان   |
| 2007   | 11 مايو 2007   | الهلال | المريخ | 1 - 1   | استاد الهلال، أم درمان   |
| 2007   | 29 نوفمبر 2007 | المريخ | الهلال | 2 - 3   | استاد المريخ، أم درمان   |
| 2008   | 7 أغسطس 2008   | المريخ | الهلال | 1 - 0   | استاد المريخ، أم درمان   |
| 2008   | 17 نوفمبر 2008 | الهلال | المريخ | 1 - 1   | استاد الهلال، أم درمان   |
| 2009   | 27 فبراير 2009 | الهلال | المريخ | 1 - 1   | استاد الهلال، أم درمان   |
| 2009   | 4 ديسمبر 2009  | المريخ | الهلال | 1 - 0   | استاد الخرطوم، الخرطوم   |
| 2010   | 10 يونيو 2010  | المريخ | الهلال | 0 - 2   | استاد المريخ، أم درمان   |
| 2010   | 18 نوفمبر 2010 | الهلال | المريخ | 3 - 2   | استاد الهلال، أم درمان   |
| 2011   | 11 مارس 2011   | المريخ | الهلال | 1 - 0   | استاد المريخ، أم درمان   |
| 2011   | 23 نوفمبر 2011 | الهلال | المريخ | 2 - 2   | استاد الهلال، أم درمان   |
| 2012   | 12 أبريل 2012  | الهلال | المريخ | 1 - 0   | استاد الهلال، أم درمان   |
| 2012   | 20 سبتمبر 2012 | المريخ | الهلال | 1 - 1   | استاد المريخ، أم درمان   |
| 2013   | 12 مارس 2013   | الهلال | المريخ | 0 - 0   | استاد الهلال، أم درمان   |
| 2013   | 12 سبتمبر 2013 | المريخ | الهلال | 2 - 3   | استاد المريخ، أم درمان   |
| 2014   | 10 مايو 2014   | المريخ | الهلال | 1 - 1   | استاد الخرطوم، الخرطوم   |
| 2014   | 30 أكتوبر 2014 | الهلال | المريخ | 0 - 0   | استاد الهلال، أم درمان   |
| 2015   | 10 مايو 2015   | الهلال | المريخ | 0 - 0   | استاد الهلال، أم درمان   |
| 2015   | 22 نوفمبر 2015 | المريخ | الهلال | 2 - 0   | استاد المريخ، أم درمان   |
| 2016   | 20 يونيو 2016  | الهلال | المريخ | 1 - 0   | استاد الهلال، أم درمان   |
| 2016   | 18 أكتوبر 2016 | المريخ | الهلال | 2 - 0   | استاد الخرطوم، الخرطوم   |
| 2017   | 30 أغسطس 2017  | المريخ | الهلال | 1 - 1   | استاد الخرطوم، الخرطوم   |
| 2017   | 25 نوفمبر 2017 | الهلال | المريخ | 2 - 0   | استاد الهلال، أم درمان   |
| 2018   | 12 سبتمبر 2018 | المريخ | الهلال | 2 - 1   | استاد المريخ، أم درمان   |
| 2018   | 29 سبتمبر 2018 | الهلال | المريخ | 1 - 0   | استاد الهلال، أم درمان   |
| 2019   | 5 يوليو 2019   | الهلال | المريخ | 0 - 0   | استاد الخرطوم، الخرطوم   |
| 2020   | 23 نوفمبر 2019 | المريخ | الهلال | 2 - 0   | استاد الخرطوم، الخرطوم   |
| 2020   | 24 أكتوبر 2020 | الهلال | المريخ | 0 - 1   | استاد الخرطوم، الخرطوم   |
| 2021   | 23 مايو 2021   | الهلال | المريخ | 0 - 2   | استاد الهلال، أم درمان   |
| 2021   | 26 سبتمبر 2021 | المريخ | الهلال | 1 - 2   | استاد الهلال، أم درمان   |
| 2022   | 14 مايو 2022   | الهلال | المريخ | 0 - 0   | استاد قلعة شيكان، الأبيض |
| 2022   | 24 يونيو 2022  | المريخ | الهلال | 1 - 0   | استاد الخرطوم، الخرطوم   |
| 2023   | 29 ديسمبر 2022 | الهلال | المريخ | 0 - 0   | استاد الهلال، أم درمان   |

### كأس السودان
| الموسم | التاريخ        | المضيف | الضيف  | النتيجة           | الملعب                   | ملاحظات |
| ------ | -------------- | ------ | ------ | ----------------- | ------------------------ | ------- |
| 1993   |                | المريخ | الهلال | 3 - 1             | استاد الخرطوم، الخرطوم   | النهائي |
| 1994   |                | المريخ | الهلال | 1 - 0             | استاد الخرطوم، الخرطوم   | النهائي |
| 1996   |                | المريخ | الهلال | 1 - 0             | استاد الخرطوم، الخرطوم   | النهائي |
| 1998   |                | الهلال | المريخ | 0 - 0 (5 - 4 ر.ت) | استاد الخرطوم، الخرطوم   | النهائي |
| 2002   |                | الهلال | المريخ | 2 - 0             | استاد الخرطوم، الخرطوم   | النهائي |
| 2004   | 5 ديسمبر 2004  | الهلال | المريخ | 0 - 0 (4 - 3 ر.ت) | استاد المريخ، أم درمان   | النهائي |
| 2005   | 14 ديسمبر 2005 | الهلال | المريخ | 0 - 0 (2 - 4 ر.ت) | استاد المريخ، أم درمان   | النهائي |
| 2006   | 14 ديسمبر 2006 | المريخ | الهلال | 2 - 0             | استاد المريخ، أم درمان   | النهائي |
| 2007   | 14 ديسمبر 2007 | الهلال | المريخ | 0 - 1             | استاد المريخ، أم درمان   | النهائي |
| 2008   | 4 ديسمبر 2008  | المريخ | الهلال | 0 - 0 (2 - 0 ر.ت) | استاد المريخ، أم درمان   | النهائي |
| 2009   | 14 ديسمبر 2009 | الهلال | المريخ | 2 - 1             | استاد الخرطوم، الخرطوم   | النهائي |
| 2010   | 23 نوفمبر 2010 | الهلال | المريخ | 0 - 2             | استاد الهلال، أم درمان   | النهائي |
| 2011   | 4 نوفمبر 2011  | الهلال | المريخ | 2 - 0             | استاد الخرطوم، الخرطوم   | النهائي |
| 2012   | 28 نوفمبر 2012 | الهلال | المريخ | 0 - 0 (1 - 3 ر.ت) | استاد الخرطوم، الخرطوم   | النهائي |
| 2013   | 25 نوفمبر 2013 | المريخ | الهلال | 2 - 0             | استاد الدمازين، الدمازين | النهائي |
| 2014   | 19 أكتوبر 2014 | المريخ | الهلال | 3 - 1             | استاد الخرطوم، الخرطوم   | النهائي |
| 2015   | 1 نوفمبر 2015  | المريخ | الهلال | 2 - 0             | استاد دنقلا، دنقلا       | النهائي |

### دوري أبطال أفريقيا
| الموسم  | التاريخ        | المضيف | الضيف  | النتيجة | الملعب                     | ملاحظات       |
| ------- | -------------- | ------ | ------ | ------- | -------------------------- | ------------- |
| 2009    | 18 يوليو 2009  | المريخ | الهلال | 0 - 0   | استاد المريخ، أم درمان     | دور المجموعات |
| 2009    | 11 سبتمبر 2009 | الهلال | المريخ | 3 - 1   | استاد الهلال، أم درمان     | دور المجموعات |
| 2017    | 12 مايو 2017   | الهلال | المريخ | 1 - 1   | استاد الهلال، أم درمان     | دور المجموعات |
| 2017    | 12 مايو 2017   | المريخ | الهلال | 2 - 1   | استاد المريخ، أم درمان     | دور المجموعات |
| 2021–22 | 25 فبراير 2022 | المريخ | الهلال | 2 - 1   | استاد السلام، القاهرة، مصر | دور المجموعات |
| 2021–22 | 11 مارس 2022   | الهلال | المريخ | 1 - 0   | استاد الهلال، أم درمان     | دور المجموعات |

### كأس الكونفيدرالية الأفريقية
| الموسم | التاريخ        | المضيف | الضيف  | النتيجة | الملعب                 | ملاحظات       |
| ------ | -------------- | ------ | ------ | ------- | ---------------------- | ------------- |
| 2012   | 18 أغسطس 2012  | الهلال | المريخ | 1 - 1   | استاد الهلال، أم درمان | دور المجموعات |
| 2012   | 20 أكتوبر 2012 | المريخ | الهلال | 3 - 2   | استاد المريخ، أم درمان | دور المجموعات |

### كأس سيكافا للأندية
| الموسم | التاريخ       | الفائز | الخاسر | النتيجة           | الملعب                 | ملاحظات     |
| ------ | ------------- | ------ | ------ | ----------------- | ---------------------- | ----------- |
| 1988   | 11 يناير 1988 | المريخ | الهلال | 1 - 1 (4 - 2 ر.ت) | استاد الخرطوم، الخرطوم | نصف النهائي |

### منافسات أخرى
| التاريخ       | الفائز | الخاسر | النتيجة | الملعب                                | المناسبة                       |
| ------------- | ------ | ------ | ------- | ------------------------------------- | ------------------------------ |
| 7 ديسمبر 1947 | المريخ | الهلال | 2 - 0   | دار الرياضة، أم درمان                 | مباراة ودية                    |
| 9 يناير 1948  | المريخ | الهلال | 6 - 2   | دار الرياضة، أم درمان                 | كأس أبو العلال                 |
| 22 أغسطس 1958 | الهلال | المريخ | 6 - 1   | استاد الخرطوم، الخرطوم                | كأس البلدية                    |
| 6 أكتوبر 1977 | المريخ | الهلال | 2 - 0   | استاد جوبا، جوبا                      | افتتاح جامعة جوبا              |
| 10 مايو 1996  | الهلال | المريخ | 2 - 0   | استاد خليفة الدولي، الدوحة، قطر       | دورة الصداقة الودية            |
| 8 أبريل 2017  | المريخ | الهلال | 2 - 0   | استاد المريخ، أم درمان                | كأس دعم الطلاب                 |
| 2 نوفمبر 2018 | الهلال | المريخ | 2 - 1   | استاد محمد بن زايد، أبو ظبي، الإمارات | مباراة ودية بمناسبة مئوية زايد |
| 30 يوليو 2022 | المريخ | الهلال | 1 - 0   | استاد الجنينة، الجنينة                | كأس السلام                     |

## إحصائيات
آخر تحديث: 29 ديسمبر 2022
| المنافسة                    | عدد المباريات | فوز الهلال | التعادل | فوز المريخ | أهداف الهلال | أهداف المريخ |
| --------------------------- | ------------- | ---------- | ------- | ---------- | ------------ | ------------ |
| الدوري السوداني الممتاز     | 52            | 22         | 20      | 12         | 49           | 39           |
| كأس السودان                 | 17            | 3          | 5       | 9          | 8            | 18           |
| دوري أبطال أفريقيا          | 6             | 2          | 2       | 2          | 7            | 6            |
| كأس الكونفيدرالية الأفريقية | 2             | 0          | 1       | 1          | 3            | 4            |
| كأس سيكافا للأندية          | 1             | 0          | *1      | 0          | 1            | 1            |
| الدوري الموريتاني           | 1             | 1          | 0       | 0          | 2            | 0            |
| مجموع المباريات الرسمية     | 78            | 28         | 29      | 24         | 69           | 68           |
|                             |               |            |         |            |              |              |

(*) فاز المريخ بركلات الترجيح

## معلومات
- يتفوق المريخ في المواجهات المباشرة على الهلال على الصعيد العام، أما على صعيد الدوري الممتاز فيتفوق الهلال على المريخ.
- هداف الهلال في الديربي هو علي قاقرين برصيد 18 هدفاً، أما هداف المريخ في الديربي هو ماجد أبو جنزير برصيد 14 هدفاً.
- لاعب المريخ طلب مدني هو أول لاعب يحرز أربعة أهداف (سوبر هاتريك) في مباراة واحدة في شباك الهلال.
- أول مباراة ديربي خارج ولاية الخرطوم كانت عام 1977 في مدينة جوبا (عاصمة جمهورية جنوب السودان حالياً) وانتهت 1 - 0 لصالح المريخ.
- أول مباراة ديربي أفريقية كانت عام 2009 بمناسبة دور المجموعات بدوري أبطال أفريقيا وانتهت بالتعادل السلبي.
- أول مباراة صامتة بدون جمهور كانت عام 2011 بالدوري الممتاز، حيث فرض الاتحاد السوداني عقوبات على الفريقين بسبب أحداث الشغب التي صاحبت نهائي كأس السودان 2010. وفاز المريخ بالمباراة بنتيجة 1 - 0.